# Hidden Figures: The Album
Hidden Figures: The Album enthält die Filmmusik von Hidden Figures – Unerkannte Heldinnen. Der Soundtrack wurde von Pharrell Williams produziert, der die Musik gemeinsam mit Hans Zimmer und Benjamin Wallfisch komponierte. Am 9. Dezember 2016 wurde der Soundtrack von Columbia Records veröffentlicht.

## Produktion
Im April 2016 wurde bekannt, dass Pharrell Williams die Produktion des Films Hidden Figures – Unerkannte Heldinnen in musikalischer Hinsicht übernimmt und die Musikauswahl trifft. Für Produktionen dieser Art hatte Williams 2012 das Kreativunternehmen i am OTHER Entertainment gegründet. Williams übernahm die Gestaltung des musikalischen Gesamtkonzeptes und des Soundtracks zum Film, der auch mehrere von Williams geschriebene Tracks enthält, so die Lieder Crave, Runnin’ und Surrender die bereits vorab im Oktober und im November 2016 veröffentlicht wurden. Zudem sind auf dem Soundtrack, teilweise gemeinsam mit Williams gesungene, Songs von Alicia Keys, Mary J. Blige, Lalah Hathaway, Kim Burrell und Janelle Monáe enthalten, die im Film in einer Hauptrolle zu sehen ist. Einige der Lieder, so das Lied Apple, das Williams gemeinsam mit Keys singt, sind wie viele seiner Songs mit rhythmischem Klatschen unterlegt.
Williams komponierte die Filmmusik gemeinsam mit Hans Zimmer, mit dem er bereits als Teil der Magnificent Six für den Soundtrack des Films The Amazing Spider-Man 2: Rise of Electro zusammenarbeitete. Zudem war Benjamin Wallfisch an den Arbeiten zur Filmmusik beteiligt.

## Veröffentlichung
Im Rahmen des Toronto International Film Festivals 2016 wurde im September ein kleines Konzert veranstaltet, bei dem Kim Burrell und Pharrell Williams erstmals das auf dem Soundtrack enthaltene Gospellied I See a Victory vorstellten. In Toronto hatte Williams ebenfalls das Lied Runnin’ vorgestellt. Dieser Song und die Lieder Crave und Surrender wurden bereits vorab im November 2016 veröffentlicht. Das in Motown-Art gehaltene Lied Able wurde Anfang Dezember 2016 veröffentlicht.
Der Soundtrack umfasst insgesamt zehn Tracks und wurde am 9. Dezember 2016 von Columbia Records veröffentlicht. Am 9. Dezember 2016, dem Tag der Veröffentlichung des Soundtracks, stellte Williams das Lied Runnin’ im Rahmen der Citi Concert Series in New York vor. Gemeinsam mit Kim Burrell sang er dort auch das Lied I See a Victory.

## Rezeption
Im Dezember 2016 wurde der Soundtrack als Anwärter bei der Oscarverleihung 2017 in der Kategorie Beste Filmmusik in die Kandidatenliste (Longlist) aufgenommen, aus denen die Mitglieder der Akademie die offiziellen Nominierungen bestimmen werden. Die auf dem Soundtrack enthaltenen Lieder I See a Victory und Runnin’ wurden in die Longlist für den Besten Filmsong aufgenommen.
Nachdem Kim Burrell, die für den Soundtrack das Lied I See a Victory einsang, in einer Predigt in der Love & Liberty Fellowship Church in Houston im Dezember 2016 Homosexualität als „pervers“ verurteilt hatte, sprachen sich Pharrell Williams, Octavia Spencer und Janelle Monáe kurz danach gegen diese von der Gospelsängerin gemachten Äußerungen aus. Williams schrieb in einer Nachricht auf Twitter: „Ich verurteile Hassreden jeglicher Art. Es gibt keinen Platz in dieser Welt für jede Art von Vorurteilen. Meine größte Hoffnung ist Integration und Liebe für die ganze Menschheit im Jahr 2017 und darüber hinaus.“

## Singleauskopplungen und Charterfolge
Neben dem beim Toronto International Film Festival im September 2016 vorgestellten Lied I See a Victory, wurde im Oktober erst das Lied Runnin’ und im November 2016 die Lieder Crave und Surrender vorab veröffentlicht. Anfang Dezember 2016 folgte das in Motown-Art gehaltene Lied Able.
Am 13. Januar 2017 stieg der Soundtrack in die US-amerikanischen Billboard-Soundtrack-Album-Charts ein und erreichte in der Folgewoche Platz 8. Am 24. Februar 2017 stieg der Soundtrack auf Platz 29 in die Soundtrack-Album-Charts im Vereinigten Königreich ein.
Das Lied Runnin’ stieg am 31. Oktober 2016 auf Platz 49 in die Brazilian Songs Charts bei iTunes ein.

## Titelliste des Soundtracks
1. Runnin’ – Pharrell Williams
2. Crave – Pharrell Williams
3. Surrender – Lalah Hathaway und Pharrell Williams
4. Mirage – Mary J. Blige
5. Able – Pharrell Williams
6. Apple – Alicia Keys und Pharrell Williams
7. Isn’t This The World – Janelle Monáe
8. Crystal Clear – Pharrell Williams
9. Jalapeño – Janelle Monáe und Pharrell Williams
10. I See a Victory – Kim Burrell und Pharrell Williams

## Auszeichnungen
African-American Film Critics Association Awards 2017
- Auszeichnung als Bester Song (I See a Victory)[21]

Golden Globe Awards 2017
- Nominierung für die Beste Filmmusik (Hans Zimmer, Pharrell Williams und Benjamin Wallfisch)[22]

Grammy Awards 2018
- Nominierung als Best Compilation Soundtrack For Visual Media
- Nominierung als Best Score Soundtrack For Visual Media (Benjamin Wallfisch, Pharrell Williams und Hans Zimmer)[23]

Hollywood Music in Media Awards 2016
- Nominierung als Bester Song in einem Spielfilm (Runnin’ von Pharrell Williams)

NAACP Image Awards 2017
- Auszeichnung als Bester Song – Traditional (I See Victory von Kim Burrell und Pharrell Williams)[24]

Satellite Awards 2016
- Nominierung für die Beste Filmmusik (Hans Zimmer)
- Nominierung als Bester Filmsong (Runnin’)[25]

World Soundtrack Awards 2017
- Nominierung als Bester für einen Film geschriebener Originalsong (Runnin’ von Pharrell Williams)[26]